# Bernhard Termath
Bernhard „Berni“ Termath (* 26. August 1928 in Essen; † 19. März 2004) war ein deutscher Fußballspieler und -trainer. Er gewann mit RW Essen 1953 den erstmals nach dem Zweiten Weltkrieg ausgespielten DFB-Pokal, im Jahr 1955 die deutsche Meisterschaft, ein Jahr später mit dem Karlsruher SC erneut den DFB-Pokal und spielte sieben Mal von 1951 bis 1954 in der Fußballnationalmannschaft.

## Laufbahn

### Vereine
Termath, der in der Jugend des BV Altenessen 06 die ersten Schritte im Fußball unternahm, dann durch die „Schulverschickung“ im Zweiten Weltkrieg nach Hameln kam und von den dortigen Preußen erst 1949 wieder nach Essen zurückkehrte, schloss sich daraufhin Rot-Weiss Essen in der Oberliga Wes an. Zweimal gewann er mit RWE in den Jahren 1952 und 1955 die westdeutsche Meisterschaft. Den erstmals nach dem Zweiten Weltkrieg ausgetragenen DFB-Pokal gewannen die Essener 1953 durch einen 2:1-Erfolg gegen Alemannia Aachen. Die deutsche Meisterschaft 1955 war dann der Höhepunkt seiner Laufbahn mit der Elf aus Bergeborbeck und Katernberg, den traditionellen Fußballervierteln der Grugastadt. Er bildete zusammen mit Helmut Rahn eine der wirkungsvollsten Flügelzangen in der Oberliga West. Dank technischer Versiertheit, Trickreichtum, Schnelligkeit und Trefferqualität gehörte er zu den Topspielern im Fußball-Westen. Von 1949 bis 1955 hatte er für RWE 143 Spiele in der Oberliga West absolviert und dabei 56 Tore geschossen. In den Endrunden um die deutsche Meisterschaft kamen noch 13 Einsätze mit sechs Treffern für RWE hinzu. Zur Runde 1955/56 wechselte er in den Süden zum Karlsruher SC.
Seine erste Saison beim KSC, 1955/56, war zugleich die erfolgreichste des erst 1952 aus der Fusion des VfB Mühlburg mit Phönix Karlsruhe hervorgegangenen Vereins: Man gewann die süddeutsche Meisterschaft, den DFB-Pokal 1955/56 und zog auch in das Endspiel um die deutsche Meisterschaft gegen Borussia Dortmund ein, in dem man allerdings mit 2:4 unterlag. Im Pokalendspiel steuerte Termath beim 3:1 gegen den Hamburger SV mit dem Ausgleichs- und dem Führungstreffer zum 2:1 zwei entscheidende Tore bei. Termath entwickelte sich im Karlsruher Wildpark im Lauf der Jahre zu einem Allrounder. Er fing als Linksaußen an, bestimmte das Spiel aber auch als Außenläufer und am Schluss seiner Karriere organisierte er als Mittelläufer die Abwehr der Blauen. In den Runden 1955/56 bis 1959/60 kam er in Karlsruhe auf 135 Spiele und 25 Tore in der Oberliga Süd, 1958 und 1960 konnte er zwei weitere süddeutsche Meistertitel in die Residenz des Rechts holen.

### Nationalmannschaft, 1951 bis 1954
Sein Debüt in der Nationalmannschaft unter dem Bundestrainer Sepp Herberger feierte er gemeinsam mit seinem Vereinskameraden Helmut Rahn von RW Essen am 21. November 1951 beim 2:0-Sieg in Istanbul gegen die Türkei. Auf den Flügelpositionen der DFB-Elf stürmten die zwei Essener Rot-Weissen von der Hafenstraße. Insgesamt absolvierte er bis 1954 sieben Spiele für die Nationalelf, das letzte im Oktober gegen Frankreich, in dem er nach 21 Minuten dem Debütanten Uwe Seeler Platz machen musste. Für die deutsche B-Nationalmannschaft kam er insgesamt dreimal zum Einsatz, davon zweimal in seiner Karlsruher Zeit.
Durch Hans Schäfer war der Weg für Termath zur Weltmeisterschaft 1954 in die Schweiz versperrt. Entschädigt wurde er durch eine neunwöchige Amerika-Reise, die RWE durch die Kontakte von Georg Melches am Rundenende 1953/54 durchführte. Termath und Kollegen führte die Reise nach Argentinien, Uruguay, Bolivien, Peru, Ecuador, Kolumbien und zum Abschluss für zwei Wochen in die USA. Am 22. Juni 1954 traf die Essener Reisegesellschaft wieder in der Heimat ein.

## Beruf und Trainer
Nach dem Ende seiner Spielerlaufbahn in Karlsruhe trainierte er sieben Jahre die Amateure des Vereins. In der Saison 1967/68 sprang er nach der Entlassung von Georg Gawliczek ab dem 10. Februar 1968 als Bundesligatrainer ein. In späteren Jahren war er das dominierende Element in der AH des Altmeisters Karlsruher FV. Einige Zeit betrieb er in seiner Karlsruher Wahlheimat eine Tankstelle, dann bekam der gelernte Kaufmann einen Job als Rechnungsprüfer für Großunternehmen beim Badenwerk (heute EnBW) in Karlsruhe. Hier arbeitete er bis zu seiner Pensionierung.